# Ecdyson
Ecdyson oder genauer α-Ecdyson ist ein Hormon, welches bei vielen Tieren zu finden ist. Zur Aktivierung muss das Ecdyson hydroxyliert werden. Als klassischer Vertreter gilt hier das 20-Hydroxyecdyson (Ecdysteron) oder auch β-Ecdyson. Bei Insekten, Spinnen und einigen weiteren Tiergruppen ist es für die Häutung zuständig, weshalb diese Gruppen auch als Häutungstiere zusammengefasst werden.
Es gehört zu den Ecdysteroiden und wirkt ähnlich den Steroidhormonen der Vertebraten durch Stimulierung der Transkription bestimmter Gene unter Vermittlung intrazellulärer Rezeptoren. Insekten sezernieren es mit Drüsen (Prothoraxdrüse) im ersten Brustring, die wiederum unter der Kontrolle des prothoracotropen Hormons (PTTH) steht. Ecdyson löst bei gleichzeitiger Anwesenheit von Juvenilhormonen die Larvenhäutung aus, fehlt hingegen das Juvenilhormon kommt es zur Adulthäutung.
Es wurde in rein kristallisierter Form erstmals von Adolf Butenandt und Peter Karlson dargestellt.  Die Konstitutionsaufklärung erfolgte durch Hans Hoffmeister. Aus dem Karlsonschen Arbeitskreis wurde auch die Biogenese des Ecdysons aus Cholesterol beschrieben. Ebenso wurde eine Übersichtsarbeit zur Chemie des Ecdysons publiziert.

Hormonelle Regulation der Insektenhäutung